# Protovangelo di Giacomo
Il Protovangelo di Giacomo – noto anche come Vangelo dell'Infanzia di Giacomo o come Vangelo di Giacomo – è un protovangelo in lingua greca composto probabilmente verso il 140-170. Riprende i racconti dell'infanzia di Gesù contenuti nel Vangelo secondo Matteo e nel Vangelo secondo Luca, per poi presentare un'esposizione della nascita e dell'educazione di Maria, fino a rielaborare le narrazioni canoniche sulla natività di Gesù. Si tratta del più antico testo cristiano che sostenga la verginità di Maria non solo prima, ma durante e dopo la nascita di Gesù.
È uno dei vangeli apocrifi (non è cioè incluso in alcun canone biblico). Tuttavia la tradizione cristiana ha accolto alcune delle informazioni in esso contenute, in particolare relativamente alla vita di Maria e dei suoi genitori Anna e Gioacchino.
Deve il nome "protovangelo" all'umanista francese Guillaume Postel nel XVI secolo ed è relativo all'antecedenza cronologica degli eventi in esso narrati rispetto al materiale contenuto nei quattro vangeli canonici.

## Autore, data di composizione e fonti
Il testo si presenta come scritto da Giacomo a Gerusalemme (25,1), suggerendo come autore Giacomo il Giusto "fratello del Signore", morto nel 62. Gli studiosi sono tuttavia concordi nel ritenere tale attribuzione pseudoepigrafa: stile e linguaggio del testo, come anche la carente conoscenza di usi civili e religiosi giudei, ne rendono impossibile la paternità a Giacomo, che la tradizione successiva ha descritto come cristiano e giudeo fervente. Inoltre il fatto di usare come fonti il Vangelo secondo Matteo (da cui trae la narrazione della strage degli innocenti) e il Vangelo secondo Luca (da cui riprende la nascita di Giovanni da Elisabetta), entrambi composti ben oltre la data della morte di Giacomo, rende impossibile la composizione per mano di Giacomo.
L'opera fu composta verso la metà del II secolo. La prima menzione del testo è da parte di Origene (185-254), che nel Commentario al Vangelo di Matteo (probabilmente 246-248), relativamente alla questione dei fratelli di Gesù, accenna a un Vangelo di Pietro e a un "Libro di Giacomo". Nel Decreto Gelasiano (databile 492-496) viene elencato tra le opere apocrife.
Tre sono le fonti principali per il testo: le tradizioni extra-canoniche, l'Antico Testamento nella redazione della Septuaginta e i vangeli canonici di Matteo e Luca. Alle prime risale l'elemento della nascita in una grotta, noto anche a Giustino; interi paragrafi richiamano da vicino passi della Septuaginta; la fusione in un'unica armonia delle due narrazioni evangeliche, matteana e lucana, forma infine la trama su cui si dipana la narrazione del Protovangelo.

## Tradizione manoscritta
Del Protovangelo ci sono pervenuti circa 130 manoscritti in greco, che testimoniano la popolarità e diffusione che ha goduto nella tradizione cristiana orientale. Il frammento più antico è risalente al III secolo o inizio del IV, conservato nella Biblioteca Bodmeriana di Ginevra (Papyrus Bodmer 5), trovato nel 1958. La maggior parte dei manoscritti greci sono databili a partire dal X secolo. I principali:
- A - Veneto Marciano 42, X secolo.
- B - Veneto Marciano 363, XI secolo.
- C - Parigi, Bibl. Nazionale 1454, X secolo.
- D - Parigi, Bibl. Nazionale 1215, del 1068.
- E - Parigi, Bibl. Nazionale 1468, XI secolo.
- Fa - edito da Neader nel 1564, l'originale è ora perduto.
- Fb - Vaticano 455, XI (?) sec.
- G - Vaticano 654, XII secolo.
- H - Veneto Marciano XI,200, XV secolo.
- I - Vienna, Bibl. Cesarea, cod. teol. gr. 123, XIV secolo.
- K - Parigi, Coislin 152, frammento del IX secolo.
- L - Parigi, Bibl. Nazionale 1190, del 1567.
- M - Parigi, Bibl. Nazionale 1174, XII secolo.
- N - Parigi, Bibl. Nazionale 1176, XIII secolo.
- O - Milano, Bibl. Ambrosiana A63, XI (?) sec.
- P - Milano, Bibl. Ambrosiana C92, X (?) sec.
- Q - Veneto Marciano 40, XVI secolo (mutilo)
- R - Dresda, A187, XVI (?) sec.

Il Protovangelo inoltre fu successivamente tradotto in siriaco, etiopico, copto, georgiano, paleo-slavo, armeno, arabo, irlandese. L'assenza di antichi manoscritti in latino mostra che l'accoglienza nell'occidente latino fu tiepida e comunque tarda.

## Genere
Il Vangelo di Giacomo appartiene al genere dei cosiddetti vangeli dell'infanzia. Questi presentano un carattere abbondantemente e gratuitamente miracolistico, che contrasta con la sobrietà dei 4 vangeli canonici, col fine di illustrare i dettagli relativi alla vita pre-ministeriale di Gesù altrimenti ignoti. 
Tale letteratura è caratterizzata da un'assente o imprecisa conoscenza degli usi e costumi giudaici o da altre imprecisioni di natura storica o geografica, che inficiano il valore storico degli eventi narrati.
Inoltre, nessuna di tali opere compare in qualche manoscritto biblico o in antichi elenchi dei testi canonici ritenuti ispirati.
Altri vangeli apocrifi dell'infanzia sono il Vangelo dell'infanzia di Tommaso, il Vangelo dello pseudo-Matteo (basato su quelli di Giacomo e Tommaso), il cosiddetto Vangelo arabo dell'infanzia.
Le caratteristiche stilistiche di tali opere suggeriscono datazioni a partire dal II secolo.

## Contenuto

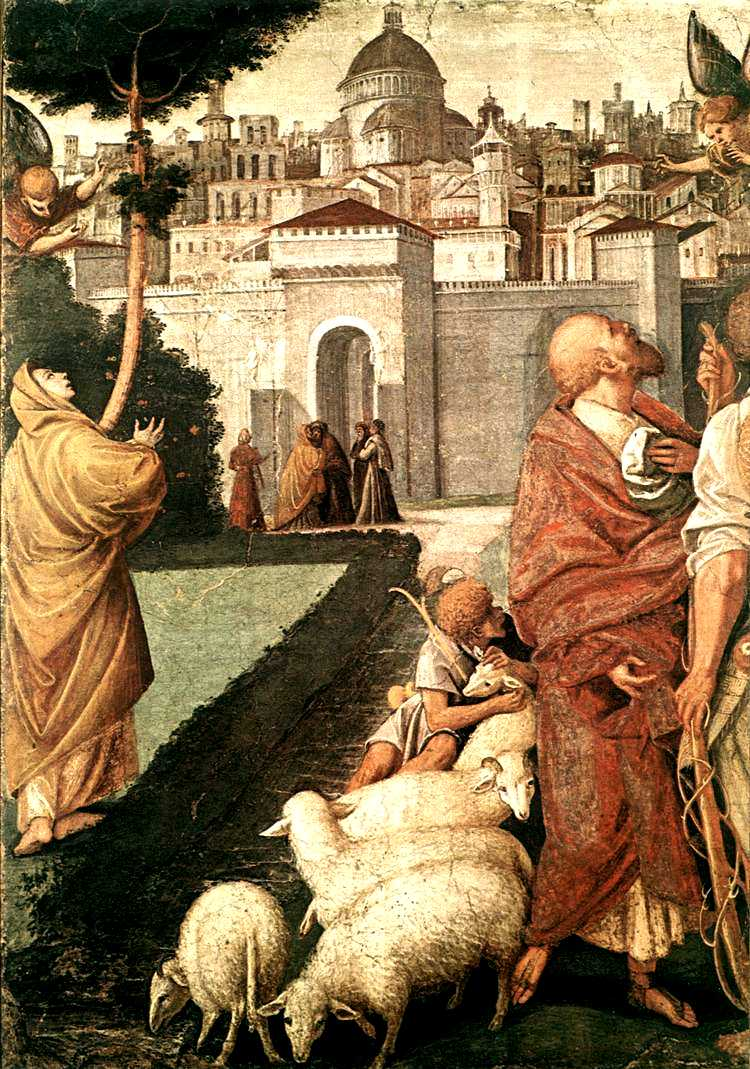
Storie di Gioacchino ed Anna, affresco staccato e riportato su tela, 1544-45, Brera, Milano. Particolare dell'annunciazione ai genitori di Maria.

I 25 capitoletti (molto più brevi degli omologhi canonici) possono essere suddivisi in base al contenuto in 3 parti di 8 capitoli ciascuno, più la conclusione:

### 1-8: nascita di Maria e presentazione al tempio
- 1. Dolorosa sterilità di Gioacchino.
- 2. Dolore di Anna, moglie di Gioacchino.
- 3. Lamentazione di Anna con preghiera al Signore.
- 4. Un angelo annuncia separatamente ad Anna e Gioacchino l'esaudimento della preghiera.
- 5. Nascita di Maria.
- 6. All'età di un anno Maria viene presentata al tempio per la prima volta.
- 7. All'età di tre anni Maria viene presentata al tempio come dono al Signore.
- 8. Maria cresce nel tempio, "allevata come una colomba, e riceveva il cibo dalla mano di un angelo". Al compimento dei 12 anni, il sommo sacerdote chiede indicazioni a Dio circa il futuro di Maria e gli viene risposto di radunare tutti i vedovi della Giudea. Un segno miracoloso mostrerà a chi dovrà andare in sposa.

### 9-16: scelta di Giuseppe come sposo verginale
- 9. I vedovi, tra cui Giuseppe, si presentano al tempio e danno i loro bastoni al sommo sacerdote. Questi entra nel tempio, li depone, prega, esce e li restituisce ai proprietari. Giuseppe prese l'ultimo bastone ed esce da esso una colomba che si posa sul suo capo.

Su insistenza del sommo sacerdote, Giuseppe prende in custodia Maria.
- 10. Maria inizia a filare i tessuti per il tempio.
- 11. Annunciazione dell'angelo a Maria (v. Lc1,26-38[7]).
- 12. Maria riporta i tessuti al sacerdote. Visitazione alla parente Elisabetta (v. Lc1,39-56[8]). Maria ha 16 anni.
- 13. Ritorno di Giuseppe. Trova Maria incinta e si dispera pensandola infedele.
- 14. Un angelo annuncia in sogno a Giuseppe che la gravidanza è opera dello Spirito Santo (v. Mt1,21-25[9]).
- 15. Lo scriba Anna scopre da Giuseppe la gravidanza di Maria. Sono condotti dal sommo sacerdote che li accusa di aver violato la promessa verginale di Maria.
- 16. Il sommo sacerdote fa bere loro l'acqua amara per scoprire l'adulterio (v. Nm5,17-28[10]) ma essi superano la prova.

### 17-24: nascita di Gesù
- 17. Decreto del censimento dell'imperatore Augusto (v. censimento di Quirinio). Giuseppe parte con Maria.
- 18. Si fermano in una grotta presso Betlemme. Giuseppe va a cercare una levatrice. Il tempo si ferma.
- 19. Giuseppe torna con una levatrice alla grotta che è pervasa di una grande luce prodotta da una "nube luminosa". La levatrice crede alla nascita verginale.
- 20. Una seconda levatrice incredula, Salome, introduce un dito nella vagina di Maria per verificarne la verginità ma si ustiona la mano. Pentitasi, è guarita da un angelo.
- 21. Arrivano i re magi a Betlemme portando i loro doni (v. Mt2,1-12[11]).
- 22. Erode ordina l'uccisione dei bambini di Betlemme (v. strage degli innocenti). Elisabetta, parente di Maria, viene miracolosamente nascosta da un angelo, insieme a Giovanni, dentro una montagna.
- 23. Zaccaria, padre di Giovanni, ucciso segretamente da Erode.
- 24. Una voce nel tempio miracolosamente annuncia ai sacerdoti l'uccisione di Zaccaria.
- 25. Conclusione pseudoepigrafica di Giacomo.

## Critica
Quanto al contenuto il testo può essere suddiviso nelle tre parti suddette. Quanto allo stile e al linguaggio, vi è una netta distinzione tra le prime due parti (cc. 1-16) e la terza (cc. 17-24), più attenta al materiale canonico e in parte ad essa sovrapposto. Verosimilmente si trattava di due (o tre, scindendo i cc.1-8 dai 9-16) tradizioni orali originariamente distinte accomunate dall'intento di dichiarare esplicitamente la purezza e la verginità di Maria, poi unite in fase redazionale.
Tutto il testo è impregnato di miracoli che appaiono spesso gratuiti e plateali. Questo è più conforme al genere mitico o fiabesco che al genere storico che traspare nei Vangeli canonici. In tali opere, quando in particolare Gesù compie miracoli lo fa con una certa ritrosia, imponendo a volte di non divulgare il fatto, e sempre con l'intento di suscitare la fede nel suo insegnamento.
Il particolare dei nomi dei genitori di Maria, Anna e Gioacchino è all'origine di un'ininterrotta devozione popolare che non può essere falsificata a partire da altre fonti storiche.
Il Protovangelo, similmente agli altri vangeli dell'infanzia, intende presentare alcuni personaggi che compariranno poi nelle opere canoniche. Lo scriba delatore Anna del c. 15 va probabilmente identificato con l'Anna (abbreviazione del nome maschile Anania) che ricoprì la carica di sommo sacerdote tra il 6 e il 15 d.C. e che in seguito affiancò e diresse il genero Caifa nella stessa carica tra il 18 e 36 d.C., giocando un ruolo chiave nella condanna di Gesù. La levatrice Salome, dapprima incredula poi credente, va probabilmente identificata con la Salome discepola di Gesù presente durante la passione, moglie di Zebedeo e madre degli apostoli Giacomo e Giovanni.
La fanciullezza di Maria al tempio di Gerusalemme, nel quale sarebbe vissuta tra i 3 e i 12 anni, implica un'usanza che non trova conferma in nessuna fonte storica ed appare inverosimile: la presenza di tale 'asilo' o 'collegio' all'interno dei locali del tempio, per quanto ristretto ed elitario, ne precluderebbe la somma ieraticità del luogo attribuitagli dagli Ebrei. Tale particolare, volto a sottolineare la santità di Maria dalla nascita, è accolto dalla tradizione ortodossa e può essere visto come il corrispettivo ortodosso del dogma cattolico dell'Immacolata concezione. A favore della tesi dell'educazione di Maria nel tempio, si può però argomentare come fosse importante per il popolo ebreo la cura e l'educazione delle vergini di stirpe davidica, perché l'atteso Messia doveva appunto essere discendente del re Davide. La genealogia di Gesù risalente al re Davide per parte di Maria è comune fra i padri della Chiesa ed inoltre è anche affermata nel Vangelo di Luca 1,26-38.
La descrizione di Giuseppe come anziano vedovo con figli (c. 9) compare per la prima volta proprio nel Protovangelo. Tale elemento, che non trova riscontro nei Vangeli canonici, cerca di chiarire la natura dei fratelli di Gesù che compaiono nei vangeli, indicandoli come fratellastri. Questa interpretazione verrà poi ripresa da Origene nel passo summenzionato del Commentario al Vangelo di Matteo, e in seguito fatta propria fino ad oggi dalla tradizione della Chiesa ortodossa (la tradizione della Chiesa cattolica invece opta per l'interpretazione dei fratelli di Gesù come cugini di primo grado, figli di Alfeo-Cleofa e Maria di Cleofa). L'anzianità di Giuseppe risulta invece universalmente presente nella tradizione iconografica cristiana, come anche il particolare del bastone (usualmente appare fiorito sulla falsariga di Numeri 17,17-24).
Anche la descrizione del luogo della nascita come una grotta (c.18) compare per la prima volta nel Protovangelo. Questo particolare non è presente nei vangeli canonici e godette in seguito di un'ampia diffusione nelle raffigurazioni artistiche della natività, fino a molti degli attuali presepi. L'architettura della Chiesa della Natività di Betlemme, voluta dall'imperatore Costantino I, conferma questa tradizione.
Tale particolare non deve essere necessariamente visto come in antitesi con l'altra diffusa tradizione popolare, quella della nascita in una stalla: l'orografia della Palestina è caratterizzata da numerose piccole grotte che venivano spesso usate come dispense o piccole stalle, sovente ampliate e incorporate in costruzioni in muratura.
Infine, in tutto il protovangelo non sono mai menzionate Nazareth e la Galilea: i fatti dell'infanzia di Maria avvengono a Gerusalemme e non si accenna a cambiamenti di luogo fino alla nascita di Gesù a Betlemme.